# Свято-Троицкий собор (Луганск)
Свято-Троицкий собор — кафедральный собор Украинской православной церкви Киевского патриархата в городе Луганск.

## История
Сооружение Свято-Троицкого кафедрального собора началось в 2011 году по адресу улица Короленко, 92. С целью сооружения собора представителями Луганской епархии УПЦ КП были в частном порядке выкуплены два земельных участка по улице Короленко.
В декабре 2012 года на собор была установлена глава.
Освящение храма состоялось 20 июля 2013 года при участии патриарха Филарета. Во время церемонии освящения около 30 сторонников Прогрессивной социалистической партии Украины, партии «Киевская Русь» и организации Донского казачества провели акцию протеста против предстоятеля УПЦ КП.
На территории храма работают епархиальное управление, воскресная школа, библиотека, зимой — столовая для бездомных.